# Orožništvo (Avstro-Ogrska)
Orožništvo (tudi žandarmerija) je bila paravojaška policijska sila v Avstrijskem cesarstvu in Avstro-Ogrski.

## Zgodovina
Za neposredno predhodnico orožništva velja Stražarski korpus (Wachkorps) oz. pozneje preimenovani v Vojaškopolicijski stražarski korpus (Militärische Polizei-Wach-Corps) in nato še od leta 1840 v Vojaškopolicijska poveljstva (Militär-Polizei-Commanden), ki je bil ustanovljen v lombardsko-beneškem kraljestvu. 
Orožništvo je bilo ustanovljeno 8. junija 1849; za prvega poveljnika, z nazivom generalnega orožniškega inšpektorja (General-Gendarmerie-Inspector), je bil imenovan podmaršal Johann Franz Kempen von Fichtenstamm. Prvotno je bilo orožništvo zadolženo le za avstrijsko področje monarhije, nato pa je bilo leta 1881 ustanovljena še ogrsko orožništvo Csendőrség.
18. januarja 1850 je cesar Franc Jožef I. potrdil začasni zakon o ustanovitvi orožništva, na podlagi katerega so ustanovili 11 orožniških (teritorialnih) polkov.
V času neoabsolutizma je veljalo za politično silo, saj je z vojaško organizacijo opravljalo naloge civilne policije. Leta 1876 se je orožništvo osamosvojilo izpod okrilja vojske. 
Med prvo svetovno vojno je primarno delovalo v zaledju fronte, hkrati pa opravljalo dolžnosti vojaške policije (t. i. poljsko orožništvo). Za krajši čas pa je bila ustanovljena tudi orožniška divizija.

## Vodstvo
Generalni inšpektorji
- podmaršal Johann Franz Kempen von Fichtenstamm: 23. september 1849 - 4. september 1859
- podmaršal Karl Steininger: 8. september 1859 - 18. april 1865
- podmaršal Adolf Schönberger: 18. april 1865 - 23. avgust 1868
- generalmajor Johann Greipel: 23. avgust 1868 - 4. maj 1871
- podmaršal Heinrich Giesl: 26. december 1871 - 26. november 1894
- podmaršal Johann Golen von Horrak: 26. november 1894 - 8. oktober 1903
- podmaršal Josef Döller: 8. oktober 1903 - 12. april 1907
- podmaršal Michael Tišljar: 12. april 1907 - 1. januar 1917
- podmaršal Franz Kanik: 4. januar 1917 - 12. november 1918